# Russkaja Pravda

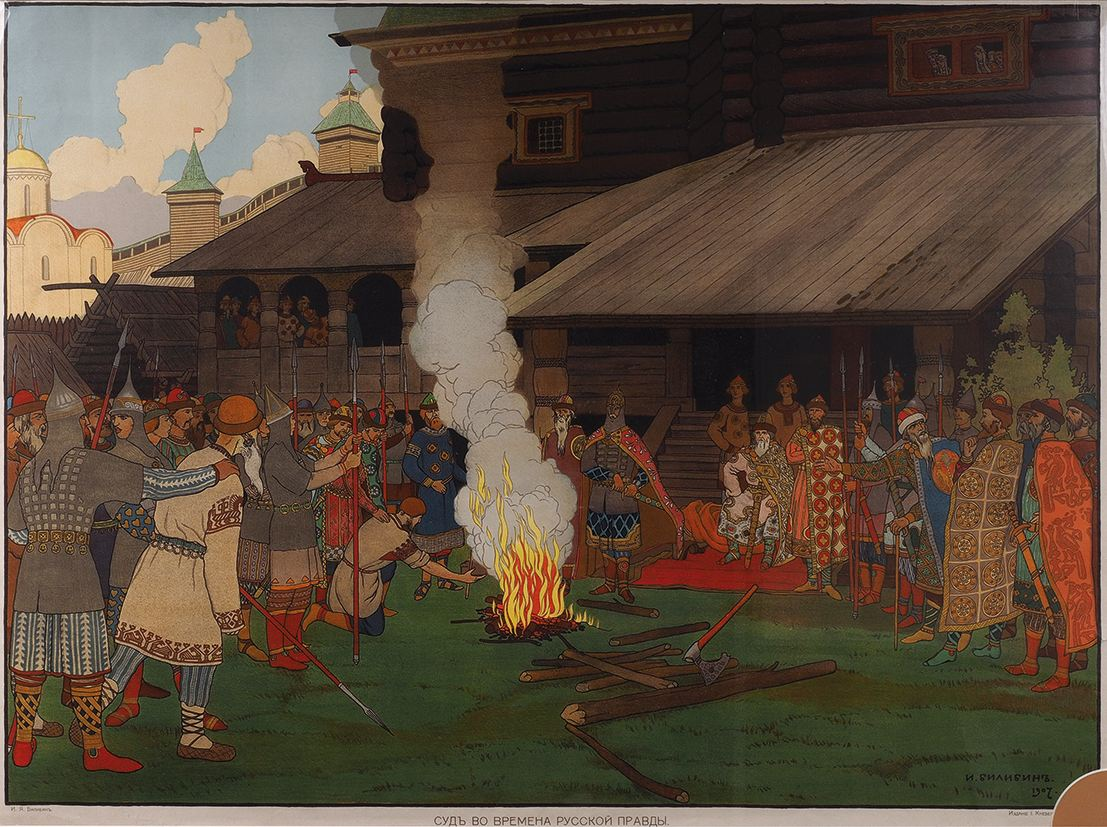
"L'amministrazione della giustizia nella Rus' di Kiev" di Ivan Bilibin

La Russkaja Pravda (in russo Ру́сская пра́вда?; slavo antico: Правда Роська, Pravda Ros'ka; in ucraino Руська Правда?, Rus'ka Pravda; lett. "Verità rus'", nel senso di "vera giustizia rus'") fu il codice legislativo della Rus' di Kiev e dei principati della Rus' nati in seguito alla sua dissoluzione. Il suo nucleo più antico fu promulgato dal gran principe Jaroslav il Saggio.
Anche se condivide un certo numero di analogie con le codificazioni germano-barbariche (come la Legge Salica), si distingue dalle stesse per alcune peculiarità.

## Edizioni
Sono note tre distinte edizioni della Russkaja Pravda: la Versione Breve (Kratkaja), la Versione Ampia (Prostrannaja), e la Versione Ridotta (Sokraščennaja). Più di 110 copie, datate dal XIII al XVIII secolo, si sono conservate, raccolte in vari manoscritti. Di queste più di 100 copie, inclusa quella più antica, sono della Versione Ampia.
Il codice fu scoperto dallo storico Vasilij Nikitič Tatiščev nel testo di una cronaca storica di Novgorod e portato all'attenzione dell'Accademia russa delle scienze nel 1738. La prima edizione commentata fu in seguito pubblicata da August Ludwig von Schlözer nel 1767.

## Genesi ed evoluzione
Il contenuto della Russkaja Pravda rifletteva i rapporti sociali presenti nella Rus' del XI-XIII secolo. La legge consuetudinaria, la legislazione dei knjaz', e le procedure legali rappresentavano le basi fondanti del Codice.
Il Codice era costituito da due parti apparentemente distinte, chiamate dagli storici Pravda Jaroslava (1017), anche conosciuta come Drevneišaja Pravda (la "Giustizia Antica"), promulgata da Jaroslav il Saggio, e la Pravda Jaroslavičej (la "Giustizia dei discendenti di Jaroslav", 1054). Alcuni storici sono soliti indicare altri distinte sezioni del testo, con alcune parti che probabilmente furono aggiunte successivamente.
La Pravda Jaroslava riunisce la legislazione feudale con sistemi di legge arcaici che risalgono a un primitivo insieme di norme tribali. Secondo una teoria popolare, essa fu promulgata allo scopo di sedare un conflitto sorto tra  Konstantin Dobrynič, un posadnik di Novgorod, e la popolazione variaga della città.
Successive evoluzioni e aggiunte al testo originario furono poste in essere dai figli di Jaroslav e dal nipote Vladimir II di Kiev. 
Gli storici ritengono che altri articoli furono inclusi successivamente alle rivolte di Kiev, Novgorod, e del principato di Rostov-Suzdal' negli anni 1068-1071.
Nel territorio corrispondente all'odierna Russia, il sistema legislativo della Russkaja Pravda fu rimpiazzato solo nel 1497 dal Sudebnik. Alcuni secoli prima, nuovi codici legali erano stati promulgati a Pskov e Novgorod.

## Istituzioni

### Introduzione del sistema feudale
La Russkaja Pravda istituzionalizzò il sistema feudale basato sull'ineguaglianza sociale. Durante l'XI e il XIII secolo si rafforzò, infatti, il potere degli knjaz' sugli smerd (contadini strettamente dipendenti dai nobili), sugli zakup (smerd divenuti liberi dopo essersi riscattati) e sui cholop (contadini semi-liberi ma vicini allo stato servile, che potevano essere uccisi o venduti come schiavi dal proprio padrone). La Versione Ampia conteneva speciali regolamentazioni inerenti allo status di zakup e cholop. 
Il Codice regolava inoltre il diritto successorio all'interno della Rus'.
Per quanto concerne gli schiavi, questi erano ritenuti privi di personalità giuridica. Parimenti alle leggi germaniche, ogni danno arrecato a questi ultimi era risarcito esclusivamente al padrone in forma di indennità per il loro deprezzamento. La carenza di personalità giuridica li rendeva inoltre inidonei a testimoniare nei processi. Per ovviare a tale inconveniente, quando la testimonianza dello schiavo era determinante, l'accusatore (che per forza di cose doveva essere un uomo libero) poteva però chiedere sulla base di quanto riferito dallo schiavo, che l'imputato fosse sottoposto alla ordalia del ferro incandescente precisando, con una dichiarazione sacrale, che era egli stesso che lo portava davanti al giudizio di Dio e non lo schiavo.. Furono inoltre introdotte pene severe per incendi dolosi, furti di bestiame e invasione della proprietà privata. Dopo la rivolta di Kiev del 1113 fu introdotta una legge che limitava le operazioni finanziarie dei prestatori di denaro.

### La "Vira"
Uno degli obiettivi precipui della codificazione era la regolamentazione della antica tradizione tribale della faida che, comportando un continuo e persistente stato di conflittualità all'interno dello Stato, ne impediva lo sviluppo e ne minava le basi. In maniera analoga alle altre legislazioni barbariche fu allora gradatamente introdotto il sistema del guidrigildo (che nella Rus' assumeva il nome di Vira), istituto che aveva le tre distinte finalità di indennizzare il clan a cui apparteneva la persona offesa dal reato, punire il reo e tutelare il clan di quest'ultimo dalla faida. Inizialmente la Russkaja Pravda Breve condizionava l'applicazione di tale istituto alla circostanza che il clan offeso non potesse o non volesse vendicarsi. In questo caso residuale il pagamento per l'uccisione di un uomo libero era di 40 grivne e doveva essere versato in maniera proporzionale dal reo e dagli appartenenti del clan. 
Un secolo dopo Vladimir Monomaco, nella Russkaja Pravda Ampia, informa che dopo il 1054 era entrata in vigore una nuova norma che modificava radicalmente la regolamentazione della faida: la vendetta veniva rimandata per consentire al reo e alla sua famiglia di emendarsi tramite il pagamento di un riscatto.
Gli individui a cui erano rivolte le norme sulla faida erano esclusivamente gli uomini liberi. Significativa è la circostanza che nella Rus' il "prezzo della vita" di ognuno di questi ultimi fosse fisso (40 grivne) e non tenesse in alcun modo conto delle differenze sociali che dovevano necessariamente sussistere nella comunità. Solamente nelle revisioni posteriori del Codice ai funzionari statali fu assegnata una Vira doppia che tuttavia pare essere stata determinata più dal ruolo svolto da questi ultimi che non da uno status sociale. Il "prezzo per l'uccisione di una donna" (chiamato poluvir'je, ovvero "metà Vira") era invece dimezzato rispetto a quello di un uomo.
La Vira tuttavia non risultava applicabile solo alle uccisioni: la sua istituzionalizzazione difendeva anche la salute e l'onore degli uomini liberi della società feudale attraverso la previsione di compensazioni monetarie per le aggressioni fisiche e verbali.

### Responsabilità collettiva ("guidrigildo selvaggio")
La Pravda Jaroslavičej enunciò inoltre il concetto di "responsabilità della comunità di vicinato" (vierv): qualora fossero stati uccisi, sul territorio della stessa, soldati, tiuni (servi di Knjaz e boiari), starosta (rappresentanti dell'amministrazione nobiliare nei villaggi), otrok (soldati di basso rango dell'esercito degli knjaz), se il cadavere ritrovato era riconoscibile ma l'omicida rimaneva ignoto, la comunità doveva versare agli eredi del defunto (soltanto agli eredi di primo grado), o altrimenti al principe, la cosiddetta "vira selvaggia". 
Questa sanzione tuttavia, poiché veniva pagata dalla collettività per il crimine di un singolo, era divisa in rate. Ma anche il caso in cui l'autore fosse noto non esentava la vierv dal pagamento di una sanzione risarcitoria. Infatti la Pravda Ampia introdusse una vira selvaggia di 40 grivne a carico della collettività, a cui si sarebbe sommata la vira versata dall'omicida per evitare la vendetta dei parenti dell'ucciso.

## Contenuti dellaRusskaja Pravda
- La Russkaja Pravda raccoglie norme di diritto generale, per esempio:
  - quanto e che cosa si dovesse tassare (in definitiva, la Russkaja Pravda è soprattutto una tabella di tassazione; tutto era tassato: persone, cose, possedimenti, etc.),
  - regole per la compravendita di merci di ogni genere,
  - suddivisione delle terre per la coltivazione,
  - quali uomini dovevano servire in armi,
  - necessità delle vedove e degli orfani e loro aiuto,
  - cittadini che potevano esercitare e difendere i propri diritti (nella Veče) o che potevano essere messi al bando,
  - matrimoni leciti o illeciti,
  - esenzioni per il clero,
  - ciò che era di pertinenza del principe, del vescovo, o di entrambi (la giurisdizione era esercitata da luogotenenti dei principi, e si applicava nei territori loro soggetti).

### Omicidio
La Russkaja Pravda prevede la possibilità di una rappresaglia privata solo per i parenti più prossimi della vittima, entro il primo grado: padre, figlio o fratello.
In alternativa, se i parenti stretti rinunciavano alla vendetta o non c'erano parenti che avessero titolo, si applicava il principio del guidrigildo: una somma di denaro veniva data come compenso.  In un primo tempo, l'ammontare di questa somma era consigliato dal clero; solo in una seconda stesura della Russkaja Pravda il guidrigildo assume uno statuto più regolamentato, in cui il gran principe riscuoteva una tassa anche sulla somma data come risarcimento.
- La graduatoria delle persone per stabilire il risarcimento prevedeva:
  - boiari,
  - mercanti,
  - artigiani (con ulteriori distinzioni interne),
  - animali,
  - schiavi.

Un istituto particolare, che non aveva corrispondente né in Oriente né in Occidente, è il "guidrigildo selvaggio" cui si è accennato nel paragrafo precedente.

### Furto
In caso di furto, era prevista la restituzione di ciò che era stato rubato.  Inoltre, era prevista un'ammenda pari a dieci volte il valore della merce rubata.  
Per i furti più gravi, poi, la Russkaja Pravda prevedeva anche delle punizioni corporali, particolarmente cruente (taglio delle mani, dei piedi, squartamento).  A proposito di quest'ultimo punto, però, è ancora aperto il dibattito storiografico, se tali pene fossero previste per tutti, o fossero riservate solamente agli schiavi, o addirittura siano state introdotte soltanto dopo la conquista tataro-mongola (1223-1225): si tratta, infatti, di usanze più tipiche dei popoli tatari e mongoli, come ci attesta la Storia segreta dei Mongoli.

### Diritto ereditario
In questo campo è forte la differenza tra il diritto consuetudinario slavo, la norma scritta della Russkaja Pravda e tutti gli espedienti che venivano messi in campo dai diretti interessati per cercare di ottenere i maggiori vantaggi.
Potevano ereditare sia con testamento sia senza soltanto i figli maschi, che però avevano l'obbligo di provvedere al mantenimento e alla dote di madre e sorelle (che spesso venivano chiuse in monastero, soprattutto la madre che era stata moglie di un principe, perché spesso possedeva una družina personale). Le figlie e la moglie del defunto potevano ereditare soltanto in virtù di un testamento. Se tuttavia non c'erano eredi maschi, ci fosse o non ci fosse un testamento, tutto il patrimonio, mobiliare o immobiliare, passava al gran principe.  In questo caso, però, il gran principe tendeva a restituire il patrimonio ai parenti, a meno che non ci fossero stati tra loro gravi dissapori; ad ogni modo, era assai raro che il gran principe restituisse dei beni alle donne. Un dettaglio interessante è che la Russkaja Pravda considera, nella successione, anche i figli nati al di fuori del matrimonio.
La grande novità delle Russkaja Pravda consiste nell'ereditarietà del titolo di gran principe, che non si trasmette più da padre a figlio primogenito, ma in linea orizzontale tra i fratelli del gran principe defunto (sistema rotale).

### Processo
L'amministrazione della giustizia era regolata da norme molto precise e minuziose.
Soltanto le testimonianze di nobili e boiari erano giuridicamente valide.  Negli altri casi, anche in presenza di testimoni oculari, la testimonianza non era considerata valida.
Dalla Russkaja Pravda emerge la preminenza data al ceto nobiliare, ai boiari, e al massimo anche ai proprietari di vaste estensioni di terreno non nobili.  Ciò dimostra che la profonda spaccatura della società russa tra nobili-boiari, commercianti e servi della gleba non risaliva all'epoca moderna, ma era molto antica e ben più radicata.

## Fonti
- Karol Modzelewski, L'Europa dei barbari, Bollati Boringhieri, Torino, 2008
- (RU)  Michail Tichomirov, "Studio sulla Russkaja Pravda"
- (EN)  Leonid Biletskij, The Ruska Pravda and its textual History, Edited by George D. Knysh University of Manitoba, Winnipeg - 1993
- (RU) Storia dei sistemi codicistici in Russia, su zakon.rin.ru.